# Камышино (Курганская область)
Камышино — деревня в Катайском районе Курганской области России. Входит в состав Верхнетеченского сельсовета.

## География
Деревня находится на северо-западе Курганской области, в пределах юго-западной части Западно-Сибирской равнины, в лесостепной зоне, на расстоянии примерно 41 километра (по прямой) к юго-западу от города Катайска, административного центра района. Абсолютная высота — 153 метра над уровнем моря.
Климат
Климат характеризуется как резко континентальный, с холодной продолжительной малоснежной зимой и тёплым сухим летом. Среднегодовая температура — 1 °C. Средняя температура воздуха самого холодного месяца (января) составляет −17,2 °C (абсолютный минимум — −46 °С); самого тёплого месяца (июля) — 18 °C (абсолютный максимум — 41 °С). Годовое количество атмосферных осадков — 391 мм. Продолжительность периода с устойчивым снежным покровом равна 159 дням.
Часовой пояс
Деревня Камышино, как и вся Курганская область, находится в часовой зоне МСК+2. Смещение применяемого времени относительно UTC составляет +5:00.

## История
До 1917 года в составе Бугаевской волости Шадринского уезда Пермской губернии. По данным на 1926 год деревня Камышная состояла из 185 хозяйств. В административном отношении являлась центром Камышенского сельсовета Верхтеченского района Шадринского округа Уральской области.

## Население
| 1989 | 2002 | 2010 |
| ---- | ---- | ---- |
| 120  | ↘101 | ↘58  |

По данным переписи 1926 года в деревне проживало 842 человека (393 мужчины и 449 женщин), в том числе: русские составляли 100 % населения.

Гендерный состав
По данным Всероссийской переписи населения 2010 года в гендерной структуре населения мужчины составляли 41,4 %, женщины — соответственно 58,6 %.
Национальный состав
Согласно результатам Всероссийской переписи населения 2002 года, в национальной структуре населения русские составляли 95 %.